# Hydraena dinosaurophila
Hydraena dinosaurophila är en skalbaggsart som beskrevs av Manfred A. Jäch 1994. Hydraena dinosaurophila ingår i släktet Hydraena och familjen vattenbrynsbaggar. Inga underarter finns listade i Catalogue of Life.